# سندرم نونان
سندرم نونان (انگلیسی: Noonan syndrome) یا نشانگان نونان یک بیماری مادرزادی اتوزومال غالب است. مشکل قلبی این بیماران اغلب تنگی دریچه شریان ریوی، نقص دیواره بین دهلیزی و کاردیومیوپاتی هایپرتروفیک است. این بیماری گاه همپوشانی ژنتیکی با سندرم ترنر دارد.
۸۵٪ مبتلایان به نشانگان نونان دچار نقائص قلبی عروقی هستند. بیماران اغلب درجاتی از عقب ماندگی ذهنی، اختلالات اسکلتی و چهره، اختلال انعقاد خون، کوتاهی قد، پره گردنی، گوش‌های پایین و گاه سینه قیفی‌شکل نیز دارند.
این بیماری اولین بار توسط ژاکلین نونان پزشک آمریکایی توصیف شد.